# IC 4637
IC 4637 — галактика типу PN (планетарна туманність) у сузір'ї Скорпіон.
Цей об'єкт міститься в оригінальній редакції індексного каталогу.